# Craugastor mexicanus
Craugastor mexicanus is een kikker uit de familie Craugastoridae. De soort werd voor het eerst wetenschappelijk beschreven door Paul Brocchi in 1877. De soortaanduiding mexicanus betekent vrij vertaald 'levend in Mexico'.
De kikker komt voor in delen van Midden-Amerika en leeft endemisch in de hooglanden Oaxaca, Guerrero en Puebla in Mexico. Craugastor mexicanus wordt bedreigd door het verlies van habitat.

## Taxonomie
Oorspronkelijk werd de wetenschappelijke naam Leiuperus mexicanus gebruikt. Later is de soort beschreven onder verschillende andere wetenschappelijke namen zodat de literatuur niet altijd eenduidig is over deze soort.

### Synoniemen
- Paludicola mexicana
- Pleurodema mexicana
- Microbatrachylus oaxacae
- Microbatrachylus lineatissimus
- Microbatrachylus fuscatus
- Eleutherodactylus oaxacae
- Eleutherodactylus lineatissimus
- Eleutherodactylus mexicanus